# Campionato nordamericano maschile under 20 di calcio 2011
Il Campionato nordamericano di calcio Under-20 2011 (in inglese 2011 CONCACAF Under-20 Championship) ha determinato le quattro squadre che rappresenteranno la CONCACAF al Campionato mondiale di calcio Under-20 2011 in Colombia e le tre squadre che partecipano, insieme al Messico paese organizzatore, ai Giochi panamericani 2011. Il torneo si è svolto in Guatemala dal 28 marzo al 10 aprile 2011 ed è stato vinto dal Messico, che ha conquistato il suo undicesimo titolo.

## Squadre qualificate
- Canada
- Costa Rica
- Cuba
- Giamaica
- Guadalupa
- Guatemala (nazione organizzatrice)
- Honduras
- Messico
- Panama
- Stati Uniti
- Suriname
- Trinidad e Tobago

## Stadi
| Città               | Stadio                    | Capienza |
| ------------------- | ------------------------- | -------- |
| Città del Guatemala | Estadio Mateo Flores      | 30.000   |
| Città del Guatemala | Estadio Cementos Progreso | 16.000   |

## Fase a gironi[1]
Legenda
|  | Squadre qualificate ai quarti di finale. |
|  | Squadre eliminate nella fase a gironi.   |

### Gruppo A
| Squadra   | P.ti | G | V | N | P | GF | GS | DR |
| --------- | ---- | - | - | - | - | -- | -- | -- |
| Honduras  | 6    | 2 | 2 | 0 | 0 | 5  | 2  | +3 |
| Guatemala | 3    | 2 | 1 | 0 | 1 | 3  | 3  | 0  |
| Giamaica  | 0    | 2 | 0 | 0 | 2 | 1  | 4  | -3 |

| Arbitro: | Marlon Mejía |

|                         |           |  |
| Hyde 8’ (aut.) Lima 35’ | Marcatori |  |

| Arbitro: | Jeffrey Solis |

|                        |           |           |
| Alvarado 61’ López 77’ | Marcatori | 25’ Brett |

| Arbitro: | Roberto García Orozco |

|          |           |                                         |
| Lima 38’ | Marcatori | 3’ Antony Lozano 25’ Martinez 54’ López |

### Gruppo B
| Squadra     | P.ti | G | V | N | P | GF | GS | DR |
| ----------- | ---- | - | - | - | - | -- | -- | -- |
| Stati Uniti | 6    | 2 | 2 | 0 | 0 | 6  | 0  | +6 |
| Panama      | 3    | 2 | 1 | 0 | 1 | 3  | 2  | +1 |
| Suriname    | 0    | 2 | 0 | 0 | 2 | 0  | 7  | -7 |

| Arbitro: | Dave Gantar |

|  |           |                                      |
|  | Marcatori | 19’ Wood 29’ Gyau 37’ Doyle 80’ Rowe |

| Arbitro: | Roberto García Orozco |

|                      |           |  |
| Waterman 36’ 60’ 68’ | Marcatori |  |

| Arbitro: | Marcos Brea |

|              |           |  |
| Rowe 13’ 18’ | Marcatori |  |

### Gruppo C
| Squadra    | P.ti | G | V | N | P | GF | GS | DR |
| ---------- | ---- | - | - | - | - | -- | -- | -- |
| Costa Rica | 6    | 2 | 2 | 0 | 0 | 6  | 0  | +6 |
| Canada     | 3    | 2 | 1 | 0 | 1 | 2  | 4  | -2 |
| Guadalupa  | 0    | 2 | 0 | 0 | 2 | 1  | 5  | -4 |

| Arbitro: | José Molina |

|                         |           |              |
| Cavallini 53’ Bassi 58’ | Marcatori | 26’ Houelche |

| Arbitro: | Oscar Reyna |

|  |           |                           |
|  | Marcatori | 57’ 62’ Campbell 74’ Vega |

| Arbitro: | Raymond Bogle |

|                                    |           |  |
| Golobio 34’ Campbell 66’ Escoe 90’ | Marcatori |  |

### Gruppo D
| Squadra           | P.ti | G | V | N | P | GF | GS | DR |
| ----------------- | ---- | - | - | - | - | -- | -- | -- |
| Messico           | 6    | 2 | 2 | 0 | 0 | 8  | 0  | +8 |
| Cuba              | 1    | 2 | 0 | 1 | 1 | 0  | 3  | -3 |
| Trinidad e Tobago | 1    | 2 | 0 | 1 | 1 | 0  | 5  | -5 |

| Arbitro: | Mark Geiger |

|  |           |                                             |
|  | Marcatori | 36’ (aut.) Malblanche 54’ Pulido 84’ Dávila |

| Città del Guatemala 30 marzo 2011, ore 22:00 UTC-5 | Trinidad e Tobago | 0 – 0 (0-0) referto | Cuba | Estadio Cementos Progreso (1.500 spett.)\| Arbitro: \| Trevor Taylor \| |
| Arbitro:                                           | Trevor Taylor     |                     |      |                                                                         |

| Arbitro: | José Molina |

|                                  |           |  |
| Guarch 7’ 25’ 49’ Pulido 31’ 41’ | Marcatori |  |

## Fase a eliminazione diretta
|  | Quarti di finale | Quarti di finale |                |        | Semifinali                | Semifinali                |  |  | Finale         | Finale |
|  |                  |                  |                |        |                           |                           |  |  |                |        |
|  | 5 aprile 2011    |                  |                |        |                           |                           |  |  |                |        |
|  |                  |                  |                |        |                           |                           |  |  |                |        |
|  | Costa Rica       | 6                |                |        |                           |                           |  |  |                |        |
|  | Costa Rica       | 6                | 8 aprile 2011  |        |                           |                           |  |  |                |        |
|  | Cuba             | 1                |                |        |                           |                           |  |  |                |        |
|  | Cuba             | 1                | Costa Rica     | 2      |                           |                           |  |  |                |        |
|  | 6 aprile 2011    |                  | Costa Rica     | 2      |                           |                           |  |  |                |        |
|  |                  | Guatemala        | 1              |        |                           |                           |  |  |                |        |
|  | Stati Uniti      | Guatemala        | 1              | 1      |                           |                           |  |  |                |        |
|  | Stati Uniti      |                  | 10 aprile 2011 | 1      |                           |                           |  |  |                |        |
|  | Guatemala        | 2                |                |        |                           |                           |  |  |                |        |
|  | Guatemala        | 2                | Costa Rica     | 1      |                           |                           |  |  |                |        |
|  | 5 aprile 2011    |                  | Costa Rica     | 1      |                           |                           |  |  |                |        |
|  |                  | Messico          | 3              |        |                           |                           |  |  |                |        |
|  | Messico          | Messico          | 3              | 3      |                           |                           |  |  |                |        |
|  | Messico          | 8 aprile 2011    |                | 3      |                           |                           |  |  |                |        |
|  | Canada           | 0                |                |        |                           |                           |  |  |                |        |
|  | Canada           | 0                | Messico        | 4      | Finale per il terzo posto | Finale per il terzo posto |  |  |                |        |
|  | 6 aprile 2011    |                  | Messico        | 4      | Finale per il terzo posto | Finale per il terzo posto |  |  |                |        |
|  |                  | Panama           | 1              |        |                           |                           |  |  |                |        |
|  | Honduras         | Panama           | 1              | 0      | Guatemala                 | 0 (7)                     |  |  |                |        |
|  | Honduras         |                  |                | 0      | Guatemala                 | 0 (7)                     |  |  |                |        |
|  | Panama           | 2                |                | Panama | 0 (6)                     |                           |  |  |                |        |
|  | Panama           | 2                |                |        | 0 (6)                     |                           |  |  |                |        |
|  |                  |                  |                |        |                           |                           |  |  | 10 aprile 2011 |        |
|  |                  |                  |                |        |                           |                           |  |  |                |        |

### Quarti di finale
| Arbitro: | Trevor Taylor |

|                                                  |           |           |
| Campbell 29’ 58’ 87’ Escoe 32’ Vega 51’ Díaz 75’ | Marcatori | 3’ Lahera |

| Arbitro: | Mark Geiger |

|                                    |           |  |
| Alvarez 33’ De Buen 72’ Mora 90+2’ | Marcatori |  |

| Arbitro: | Marlon Mejía |

|  |           |                          |
|  | Marcatori | 51’ Álvarez 85’ Waterman |

| Arbitro: | Roberto García Orozco |

|           |           |                    |
| Doyle 66’ | Marcatori | 33’ Lima 69’ Lopez |

### Semifinali
| Arbitro: | Marlon Mejía |

|                                                     |           |             |
| Dávila 14’ Linton 31’ (aut.) Izazola 40’ Rivera 49’ | Marcatori | 28’ Caicedo |

| Arbitro: | Dave Gantar |

|                   |           |             |
| Escoe 2’ Vega 48’ | Marcatori | 62’ Vásquez |

### Finale 3º/4º posto
| Città del Guatemala 10 aprile 2011, ore 14:00 UTC-5 | Guatemala            | 0 – 0 (d.t.s.) referto                               | Panama | Estadio Mateo Flores |
| \| \| \| \| \| Ramirez Vásquez Rivas C. Lima Herrarte Andrade Lemus \| Tiri di rigore 7 – 6 \| Cummings Álvarez Botello Waterman Dixon Chen Jiménez \| |                      |                                                      |        |                      |
| |                      |                                                      |        |                      |
| Ramirez Vásquez Rivas C. Lima Herrarte Andrade Lemus                                                                                                   | Tiri di rigore 7 – 6 | Cummings Álvarez Botello Waterman Dixon Chen Jiménez |        |                      |

### Finale
| Arbitro: | Mark Geiger |

|          |           |                             |
| Mora 17’ | Marcatori | 19’ 52’ Dávila 39’ Orrantía |

## Classifica marcatori
| Gol |  |  | Giocatore        | Squadra     |
| --- |  |  | ---------------- | ----------- |
| 6   |  |  | Joel Campbell    | Costa Rica  |
| 4   |  |  | Ulises Dávila    | Messico     |
| 4   |  |  | Cecilio Waterman | Panamà      |
| 3   |  |  | Minor Escoe      | Costa Rica  |
| 3   |  |  | Gerson Lima      | Guatemala   |
| 3   |  |  | Taufic Guarch    | Messico     |
| 3   |  |  | Alan Pulido      | Messico     |
| 3   |  |  | Kelyn Rowe       | Stati Uniti |